# اخليج (أزغار ستي)
اخليج هو دُوَّار يقع بجماعة أوريكة، إقليم الحوز، جهة مراكش آسفي في المملكة المغربية. ينتمي الدوّار لمشيخة أزغار ستي التي تضم 22 دوار. يقدر عدد سكانه بـ 839 نسمة حسب الإحصاء الرسمي للسكان والسكنى لسنة 2004.

## روابط خارجية
- البوابة الوطنية للجماعات الترابية
- المندوبية السامية للتخطيط